# Riforma augustea dell'esercito romano
La riforma augustea dell'esercito romano rappresentò uno dei momenti principali della storia dell'esercito romano, che vide nel primo Imperatore romano, Augusto, l'artefice della riorganizzazione della macchina da guerra romana, grazie ad una disciplina ferrea, che rimase in vigore almeno per i successivi tre secoli.
(Svetonio, Augustus, 24.)
Gli storici contemporanei si sono spesso trovati d'accordo nel negare le qualità militari di Augusto, insistendo sul fatto che raramente egli andò personalmente sui campi di battaglia. Ma Aurelio Vittore, ricordando una tradizione antica, diede di questo principe un ritratto più lusinghiero. Egli si dimostrò, invece un abilissimo uomo politico e geniale stratega. La stabilità, infatti, dell'ordinamento militare augusteo fino a Gallieno, dimostrò che l'imperatore aveva avuto ragione.

## Contesto storico
Le guerre civili avevano insegnato come i pericoli maggiori fossero che un esercito avesse la facoltà di eleggere un imperatore e che vi potessero essere due imperi, uno in Occidente ed uno in Oriente. I propositi di Augusto furono quelli di rendere l'Impero più stabile e sicuro, anche attraverso un sistema di frontiere facili da difendere, grazie ad una fitta rete di comunicazioni tra settore e settore. Ma l'esercito necessitava di una riforma radicale. Dopo Azio, Augusto, ritenendo ormai superato il sistema di Gaio Mario, decise di compiere una radicale riforma militare grazie anche alle indicazioni che Gaio Giulio Cesare era riuscito a dare prima di morire nel 44 a.C., introducendo uno spirito altamente professionale in un esercito composto ora da volontari professionisti, disposti a servire in modo permanente prima per sedici e poi per vent'anni, dipendenti dal loro Imperatore. Era, inoltre, necessario trovare quelle risorse finanziarie che ne permettessero il suo auto-finanziamento. Per questi motivi, nel 6, fu creato un tesoro particolare: l'aerarium militare.
Il primo problema che Augusto dovette risolvere al termine della guerra civile (44-31 a.C.), non fu solo di ridurre l'immenso esercito che si era formato per combattere contro il rivale Antonio, sostenendo con i suoi fondi personali una spesa enorme per offrire ai soldati terre ed elargizioni, ma soprattutto di costituire un'adeguata forza dalla varietà di truppe che si era ormai creata. Delle oltre sessanta legioni sopravvissute (tra cui molte appartenute allo stesso Antonio), solo 28 rimasero attive dopo Azio, e 25 dopo la disfatta di Teutoburgo. Non a caso ben 300.000 veterani furono mandati in congedo durante l'intero arco di tempo del suo principato, per lo più tra il 30 ed il 14 a.C., come racconta lo stesso Augusto nelle sue Res Gestae Divi Augusti:
A queste vennero aggiunte tutta una serie di unità ausiliarie provinciali (formate con volontari non-cittadini, desiderosi di acquisire la cittadinanza romana al termine della ferma militare), posizionate in prevalenza lungo l'intera frontiera romana o nelle aree interne a maggior rischio di rivolta (es. in Hispania o Dalmatia).. Augusto cercò di riorganizzare un esercito permanente e professionale in grado di difendere le frontiere imperiali in modo adeguato (senza abolire il principio della coscrizione obbligatoria), che gli fosse particolarmente fedele, anche affidando i numerosi eserciti a parenti stretti (Druso maggiore, Tiberio, Gaio Cesare, Germanico) o collaboratori particolarmente fedeli imparentati con la sua stessa famiglia (Marco Vipsanio Agrippa, Publio Quintilio Varo). Certo Augusto non costruì tutto partendo dal niente: la Repubblica del dopo-Cesare gli aveva già messo a disposizione forze sufficienti e strutturate da poter conquistare buona parte del mondo mediterraneo. La distinzione fra guarnigione di Roma e province, però, la differenza fra unità ausiliarie e legioni, il nuovo cursus honorum dei comandi militari, le nuove forme di reclutamento e la strategia messa in atto alle frontiere, appartengono senza dubbio al suo principato.

## Le unità militari

### Armate provinciali

#### Legioni

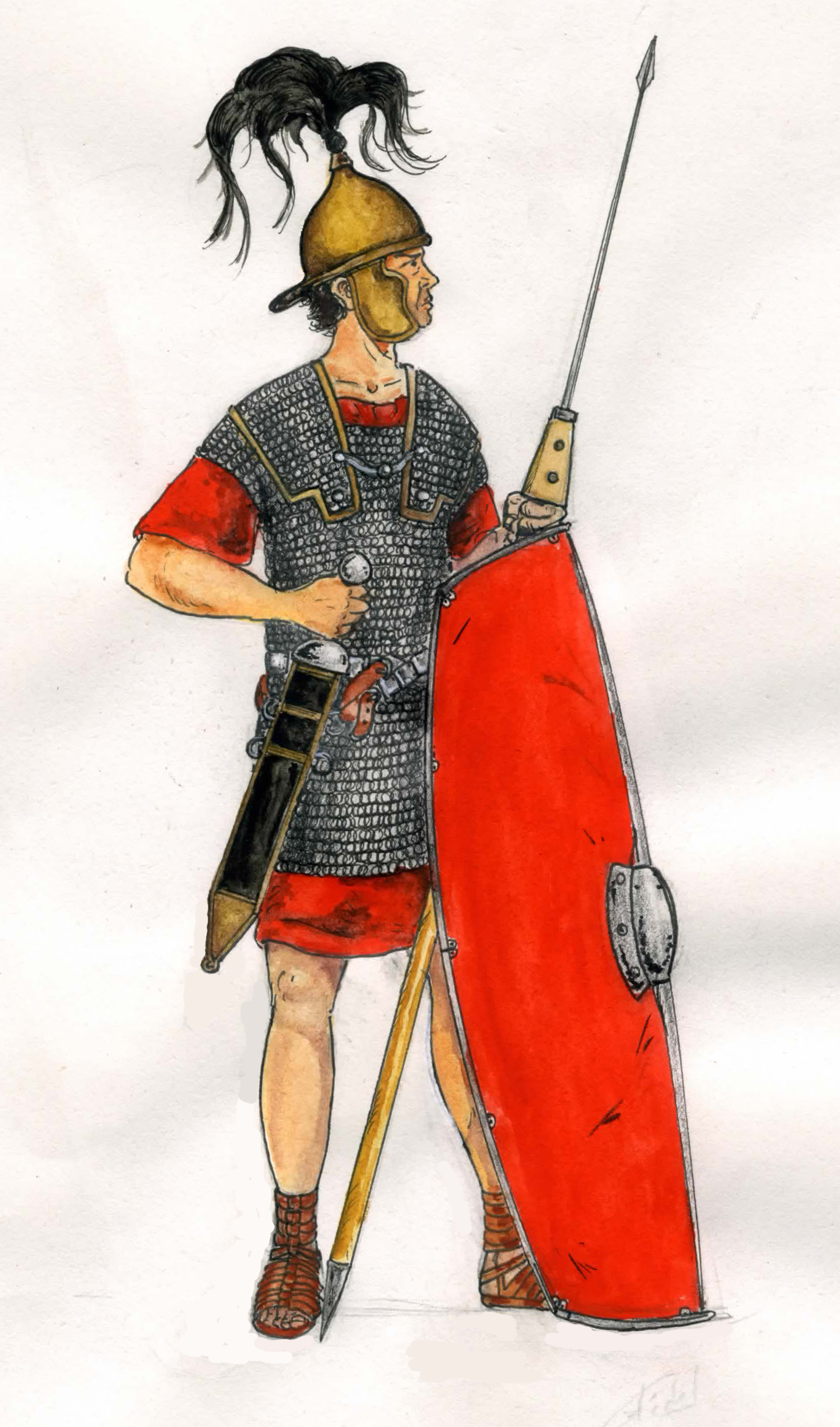
Il legionario ai tempi di Gaio Giulio Cesare (tarda Repubblica) e dell'imperatore Augusto (primo Principato).

La "spina dorsale" dell'esercito romano rimase la legione, in numero di 28 (25 dopo Teutoburgo). Ogni legione era composta di circa 5.000 cittadini, in prevalenza Italici (attorno al 65%, per lo più provenienti dalla Gallia Cisalpina, mentre il restante 35% era formato da cittadini romani residenti nelle province), per un totale di circa 140.000 uomini (e poi circa 125.000), che si rinnovavano con una media di 12.000 armati all'anno. L'ufficiale a capo della legione divenne ora un membro dell'ordine senatorio con il titolo legatus Augusti legionis. Le legioni erano arruolate fra i circa 4.000.000 di cittadini romani.
È con Ottaviano Augusto che la legione cambiò struttura, aumentando i suoi effettivi fino almeno a 5.000 soldati, essenzialmente fanti ma anche cavalieri (120 per legione, comandati da centurioni, non da decurioni), questi ultimi con funzioni di esplorazione, messaggeri o scorta del legatus legionis. La cavalleria legionaria, abolita nell'epoca di Gaio Mario, fu reintrodotta in modo definitivo da Augusto. Si trattava però di una forza alquanto ridotta, i cui cavalieri erano dotati di uno scudo più piccolo e rotondo (detto parma o clipeus), come ci racconta Giuseppe Flavio, al tempo della prima guerra giudaica. Potrebbe essere stata, infine, abolita da Traiano.
La fanteria legionaria era divisa in 10 coorti (di cui nove di 480 armati ciascuna), che al loro interno contavano 3 manipoli oppure 6 centurie. La riforma della prima coorte avvenne in un periodo imprecisato, sicuramente tra l'epoca di Augusto e quella dei Flavi. Si trattava di una coorte milliare, vale a dire di dimensioni doppie rispetto alle altre nove coorti, con 5 centurie (non 6) di un numero doppio di armati (160 ciascuna), pari a 800 legionari complessivi, ed a cui era affidata l'aquila della legione.
Sempre ad Augusto si deve l'introdurre un esercito di professionisti che rimanessero in servizio non meno di sedici anni per i legionari, portati a venti nel 5 (come era successo fin dai tempi di Polibio, in caso di massima crisi), e venti-venticinque per le truppe ausiliarie. A questo periodo di servizio poteva subentrarne un ulteriore di alcuni anni tra le "riserve" di veterani, in numero di 500 per legione (sotto il comando di un curator veteranorum).

#### Auxiliaprovinciali
La riforma augustea ebbe conseguenze anche sulle unità ausiliare, che entrarono a far parte in pianta stabile dell'esercito romano. Si trattava di un corpo dell'esercito romano reclutato fra le popolazioni sottomesse di peregrini, ovvero non ancora in possesso della cittadinanza romana. Esse costituivano il degno completamento tattico e strategico alle legioni romane, e furono per questo motivo sottoposte al legatus della legione pur rimanendo nettamente distinti da quest'ultima.

##### Tipologia di armati
Gli auxilia costituivano la seconda componente fondamentale dell'esercito. Erano formate da unità altamente specializzate (da arcieri, a frombolieri, esploratori, guastatori e, soprattutto, reparti di cavalleria leggera o pesante), arruolate in aree territoriali di antiche tradizioni militari: come i frombolieri delle Baleari, i cavalieri catafratti e gli arcieri orientali, la cavalleria leggera numida o dei Mauri. Probabilmente molte di queste unità non esistevano prima della battaglia di Azio, ma i nomi di alcuni squadroni di cavalleria fanno pensare che siano stati reclutati in Gallia dagli ufficiali di Cesare. Queste unità, almeno fino alla fine del periodo giulio-claudio, conservarono il proprio carattere nazionale e non stazionarono molto distanti dai loro territori nativi. Questa situazione rimase pressoché invariata fino all'insurrezione batava del 69/70, quando Vespasiano decise diversamente e gli auxilia cominciarono ad essere posizionati lontano dei luoghi d'origine.

##### Tipologia di unità

La cavalleria ausiliaria romana.

Le truppe ausiliarie, come le legioni, avevano i loro nomi e numeri. Erano composte fin dall'inizio del principato di Augusto, fino a Nerone-Vespasiano, da circa 500 uomini (quingenarie). Solo in seguito queste unità cominciarono ad raddoppiare il numero degli effettivi fino ai 1.000 armati (milliarie).
Potevano essere di tre tipologie principali:
- Coorti di sola fanteria (cohors peditata), la cui struttura era molto similare a quelle delle coorti legionarie. Furono sottoposte ad un praefecti cohortis (quingenariae), alle cui dipendenze vi erano 6 centurioni (tra cui un centurione princeps). Erano composte da 6 centurie di 80 uomini ciascuna di peregrini, per un totale di 480 fanti, in alcuni casi muniti di armi da lancio (arcieri, frombolieri e lanciatori di giavellotto), a completamento della fanteria pesante legionaria.
- Alae di cavalleria, anch'esse quingenarie, le quali erano sottoposte ad un praefectus equitum. Erano divise in 16 turmae[25] da 32 uomini ciascuna[26][27] (comandate ciascuna da 16 decurioni,[28] tra cui un decurione princeps), per un totale di 512 cavalieri.[29] Fornivano alle legioni truppe di ricognizione e di inseguimento, oltre a costituire elemento d'urto sui fianchi dello schieramento nemico.
- Coorti miste di fanteria e cavalleria (cohors equitata),[30] la cui caratteristica principale era quella di essere formate da 6 centurie di 80 fanti ciascuna[31] e 4 turmae di cavalleria di 32 cavalieri ciascuna,[31][32] per un totale di 480 fanti e 120 cavalieri.[31] L'origine risalirebbe al tipico modo di combattere dei Germani, descritto da Cesare nel suo De bello Gallico.[33]

| Tipologia di unità ausiliarie | servizio              | comandante                    | subordinato                        | N. di sotto-unità    | Forza della sotto-unità | Forza dell'Unità                                  |
| ----------------------------- | --------------------- | ----------------------------- | ---------------------------------- | -------------------- | ----------------------- | ------------------------------------------------- |
| Ala quingenaria               | cavalleria            | praefectus alae               | decurione                          | 16 turmae            | 30 (32)                 | 480 (512)                                         |
| Cohors quingenaria            | fanteria              | praefectus cohortis           | centurione                         | 6 centuriae          | 80                      | 480                                               |
| Cohors equitata quingenaria   | fanteria e cavalleria | praefectus cohortis equitatae | centurione (fanti) decurione (cav) | 6 centuriae 4 turmae | 80 30                   | 600 (480 fanti/120 cav.) 720 (600 fanti/120 cav.) |

##### Aree di reclutamento degliauxilia
Si trattava di reparti di Galli Transalpini, Narbonesi e Belgi, Germani, Iberici (Spagnoli), Balearici, Cretesi, Numidi, Traci, ecc., dove originariamente erano arruolate localmente lungo le frontiere per sfruttare al meglio le loro conoscenze dei luoghi e difenderne i loro territori. Dopo Augusto, però, furono inviate ovunque, pur conservando tuttavia la loro caratteristica omogeneità etnica, per cui si equipaggiavano e combattevano secondo le loro tradizioni. I Galli e i Germani, per esempio, formavano coorti di fanteria leggera, armati con scudi piatti e rotondi ed una lancia corta; i Galli indossavano anche una cotta di maglia di ferro e l'elmo, non i Germani.
Sembra che Cesare sia stato il primo generale romano ad utilizzare la cavalleria mista di origine germanica, nella quale ciascun cavaliere era abbinato a un uomo a piedi, combinando così i vantaggi della cavalleria con quelli della fanteria e consentendo ai due uomini di proteggersi a vicenda. Fu questa l'origine delle cohortes equitatae dell'Impero.
Gli spagnoli fornivano fanti senza armatura che potevano essere adibiti a compiti di vario genere; indossavano elmi di cuoio e combattevano con gladio, sciabola o picca. I Balearici fornivano coorti di frombolieri senza armatura, abilissimi nell'usare fionde di tipo semplice o fissate a un corto bastone; come proietti usavano palle di piombo o pietre rotonde. I Cretesi costituivano coorti di arcieri senza armatura, provvisti di archi piccoli che avevano una gittata di 100 metri, cioè tre volte quella dei giavellotti.

##### Paga e durata del servizio
Augusto riordinò anche il sistema d'arruolamento, ora che era stato trasformato in servizio attivo permanente, non più solo in occasione delle solite campagne militari annuali. Era fornito loro una paga quadrimestrale ed un equipaggiamento uniforme, pari a circa un terzo di quanto percepiva un legionario. La paga (stipendium) di un cavaliere di Ala si aggirava attorno ai 250 denari, mentre quella di un cavaliere di coorte equitata attorno ai 150/200 denari. In sostanza gli equites alares (cavalieri di Ala) erano i più pagati. Dopo di loro c'erano gli equites cohortales (cavalieri di una coorte equitata) ed infine i fanti di una coorte peditata.
Augusto stabilì, inoltre, che rimanessero di stanza nella loro regione di reclutamento per un periodo di 20-25 anni in modo che le famiglie meno abbienti fossero incentivate a far arruolare i loro figli, dando loro la possibilità di acquisire la cittadinanza romana al termine del servizio. Essi, infatti, al momento del congedo (honesta missio) ottenevano:
- un premio finale (in denaro o un terreno da coltivare, nelle nuove province da colonizzare come veterani),[43]
- la cittadinanza romana,
- la legalizzazione di qualsiasi matrimonio contratto da quel momento (ius connubii),
- ed i loro figli potevano così aspirare al servizio nelle legioni.[44]

#### Il genio militare

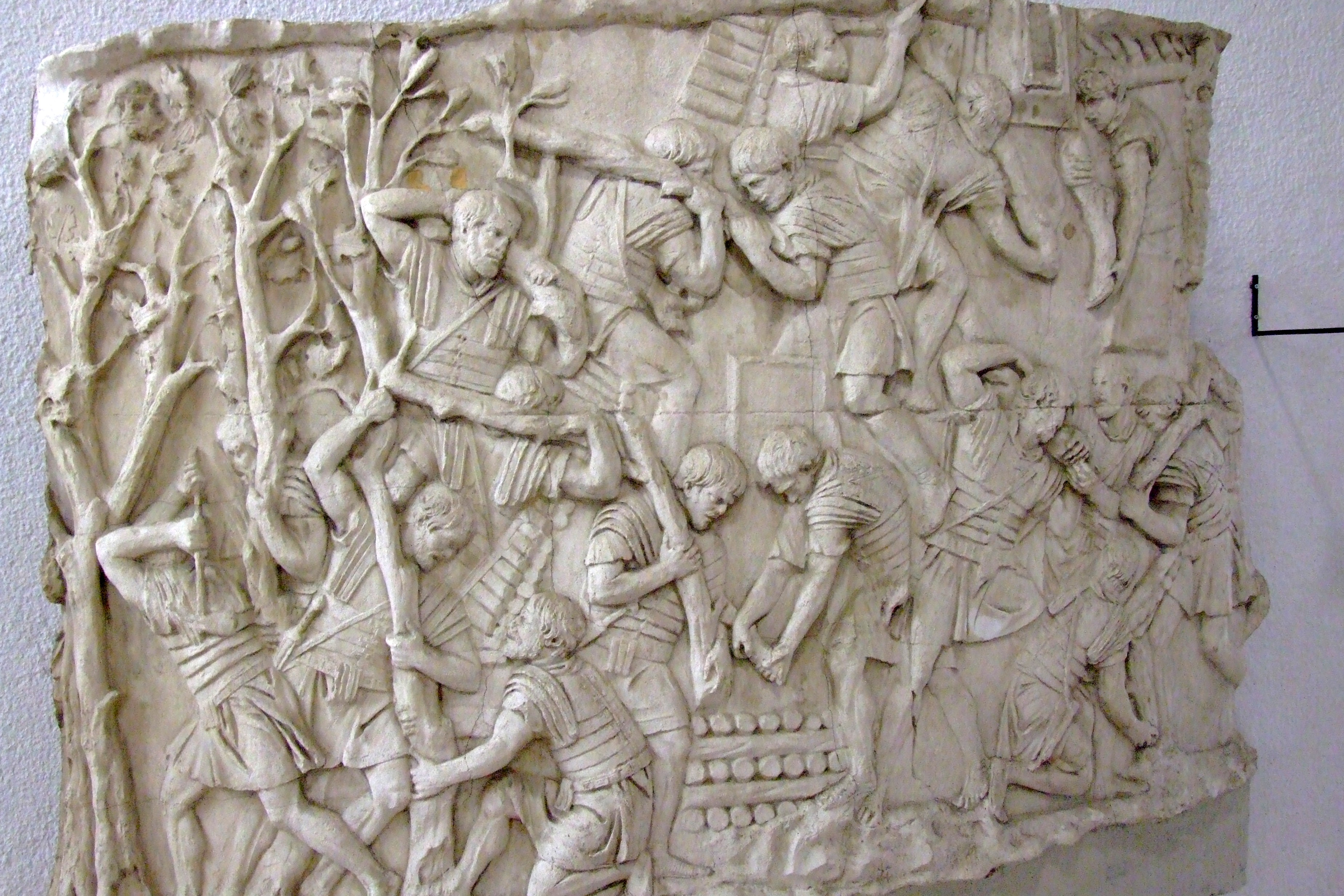
Il genio militare romano rappresentato sulla Colonna traiana.

Venne riorganizzato anche il reparto di tecnici e ingegneri militari atti a rendere più agevole il cammino delle armate romane durante le campagne militari o la loro permanenza negli alloggiamenti estivi (castra aestiva) ed invernali (hiberna). E così se le strade romane potevano essere utilizzate per velocizzare lo schieramento degli eserciti durante le operazioni di "polizia" lungo i confini imperiali, alcuni tipi di ponti potevano essere montati e smontati velocemente senza l'utilizzo di chiodi: in questo modo i legionari, che trasportavano un equipaggiamento di circa 40 chili (comprendente anche un palo per la palizzata del campo) potevano percorrere nella marcia circa 24 chilometri al giorno (40 quando potevano viaggiare più leggeri). In altri casi si provvedeva alla costruzione di strade in zone acquitrinose (pontes longi), come avvenne in Germania durante il periodo della sua occupazione (dal 12 a.C. al 9 d.C.).
L'artiglieria romana comprendeva baliste (ogni legione ne aveva 55, servite ciascuna da 11 uomini), ossia grandi balestre montate su ruote, che grazie alla torsione delle loro corde riuscivano a scaraventare anche a molti metri di distanza enormi dardi, che potevano essere anche incendiati. Insieme alle baliste c'erano anche gli "scorpioni", simili alle precedenti ma molto più piccoli e maneggevoli. Insieme alle baliste venivano schierati anche gli onagri (catapulte chiamate così per il rinculo che producevano durante il lancio), che lanciavano massi ricoperti di pece, cui si appiccava il fuoco, creando una bomba incendiaria, con lo scopo di abbattere le difese nemiche, distruggendo mura ed edifici.

### Guarnigioni di Roma

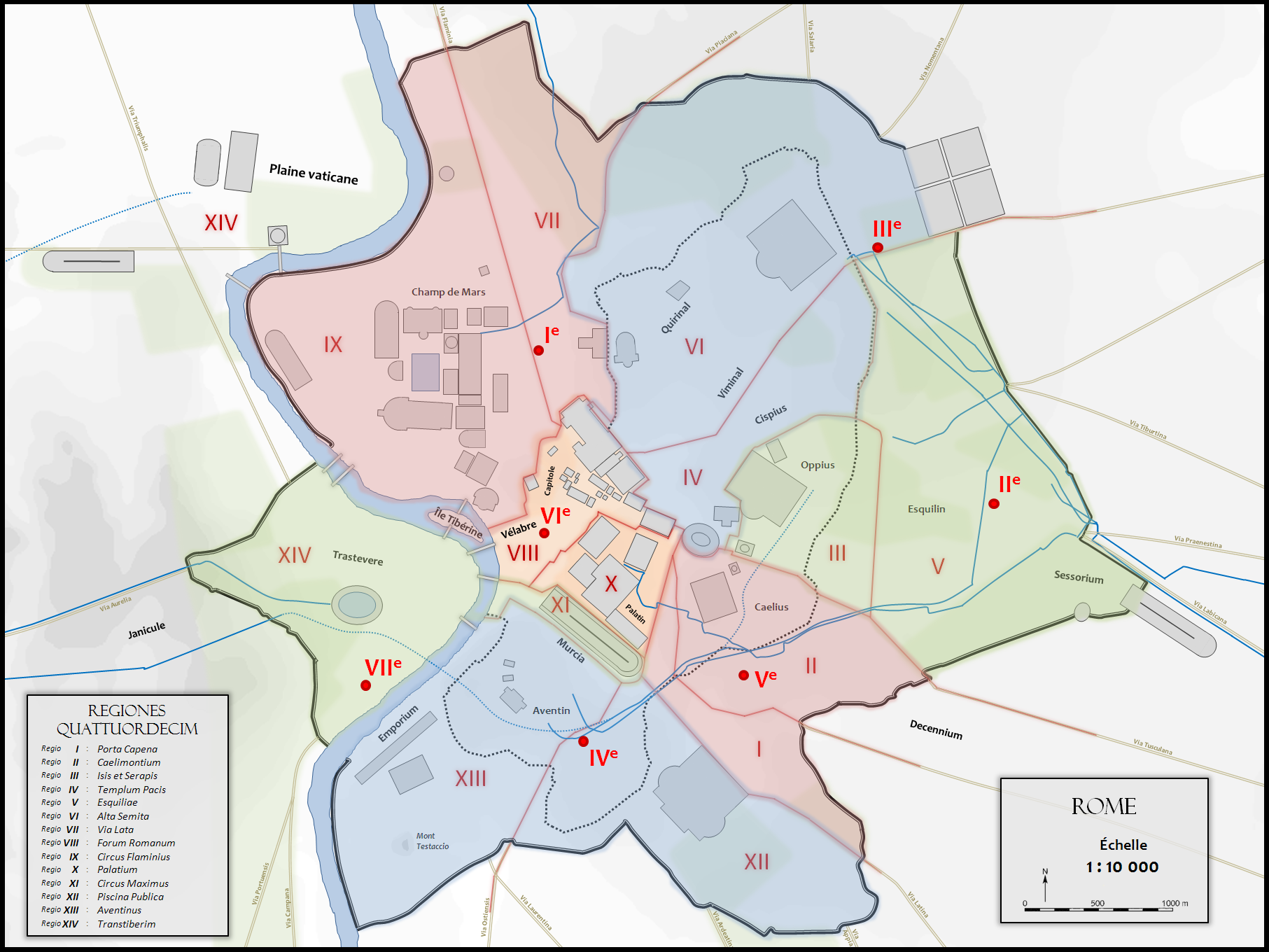
Mappa della città di Roma, divisa da Augusto in 14 regiones, affidate a sette coorti di vigili, ciascuna posta in una caserma (pallini rossi).

Le guarnigioni di Roma furono riorganizzate da Augusto in nove coorti pretorie nel 27-26 a.C. (da I a IX, il cui simbolo era lo scorpione), inizialmente posizionate quasi tutte nei dintorni di Roma (a parte 3) e nelle più importanti città italiane (tra cui Aquileia). La scelta di nove coorti fu dettata dalla necessità di non far apparire la presenza a Roma di una legione, composta da 10 coorti, che sarebbe stata considerata contraria alla sacralità della città e che, per la legge del tempo di Silla, proibiva la presenza di armati nella penisola italica (nella parte sottoposta all'autorità di diretta dei magistrati di Roma). Si trattava della guardia personale a difesa dell'Imperatore, la cui origine sembra sia derivata dalla Repubblica, quando i pretori erano accompagnati da un piccolo gruppo di armati. Per questi motivi Augusto volle che questo corpo di truppa fosse scelto tra i migliori soldati dell'intero esercito romano (di provenienza per lo più dall'Italia centrale), posto sotto il comando di uno o due prefetti di rango equestre (a partire dal 2 a.C.), e dove Mecenate se ne può considerare, in un certo modo, il più antico prefetto. I due prefetti avevano come collaboratori, un tribuno per singola coorte, provenienti per lo più dal primpilatus (entrando a far parte di diritto dell'ordine equestre). Nel 13 a.C. il servizio fu fissato in dodici anni, e poi nel 5 d.C. a sedici, con una paga inizialmente di 1,5 volte quella di un normale legionario, poi di molto superiore.
Vi è da aggiungere che Augusto volle anche una "personale guardia del corpo", per una maggior sicurezza sua e della sua famiglia imperiale, quasi fosse "privata" (in numero compreso tra i 100 ed i 500 armati), reclutati tra i Calagurritani fino alla sconfitta di Antonio e poi tra le popolazioni germaniche dei Batavi (Germani corporis custodes), i quali furono però sciolti dopo la clades variana del 9, e poi ricostituiti poco prima della morte dello stesso imperatore. Nel 68 questo corpo fu definitivamente sciolto dall'Imperatore Galba, poiché li riteneva fedeli al precedente imperatore Nerone, morto da poco. Questa decisione provocò un profondo senso di offesa nei confronti dei Batavi, i quali poco dopo si rivoltarono l'anno seguente.
Vi erano, inoltre, 3 coorti urbane di 500 armati ciascuna (create nel 13 a.C., con la numerazione di X, XI e XII, in successione a quelle pretorie), le quali avevano funzioni di polizia "diurna" ed ordine pubblico, ed affidate ad un Praefectus urbi dell'ordine senatoriale. Ognuna di esse era comandata da un tribuno e da sei centurioni, e non è impossibile che comprendessero anche soldati a cavallo nei loro ranghi. Ecco come descrive Svetonio la loro missione:
(Svetonio, Augustus, XLIX.)
A queste furono aggiunte nel 6, altre 7 coorti milliarie di vigili, militarizzate anch'esse e formate per lo più da liberti, a cui erano affidate le 14 regioni della città di Roma, con il compito di polizia "notturna" e di vigilare sui possibili incendi, a quel tempo molto frequenti. Erano dislocati un po' ovunque nella città, equipaggiati con lampade per i servizi di ronda notturna, secchi, scope, sifoni per la lotta contro il fuoco. Erano comandate da un praefectus vigilum, affiancato da un tribuno e sette centurioni per singola coorte.

### Flotte romane di Miseno, di Ravenna e provinciali

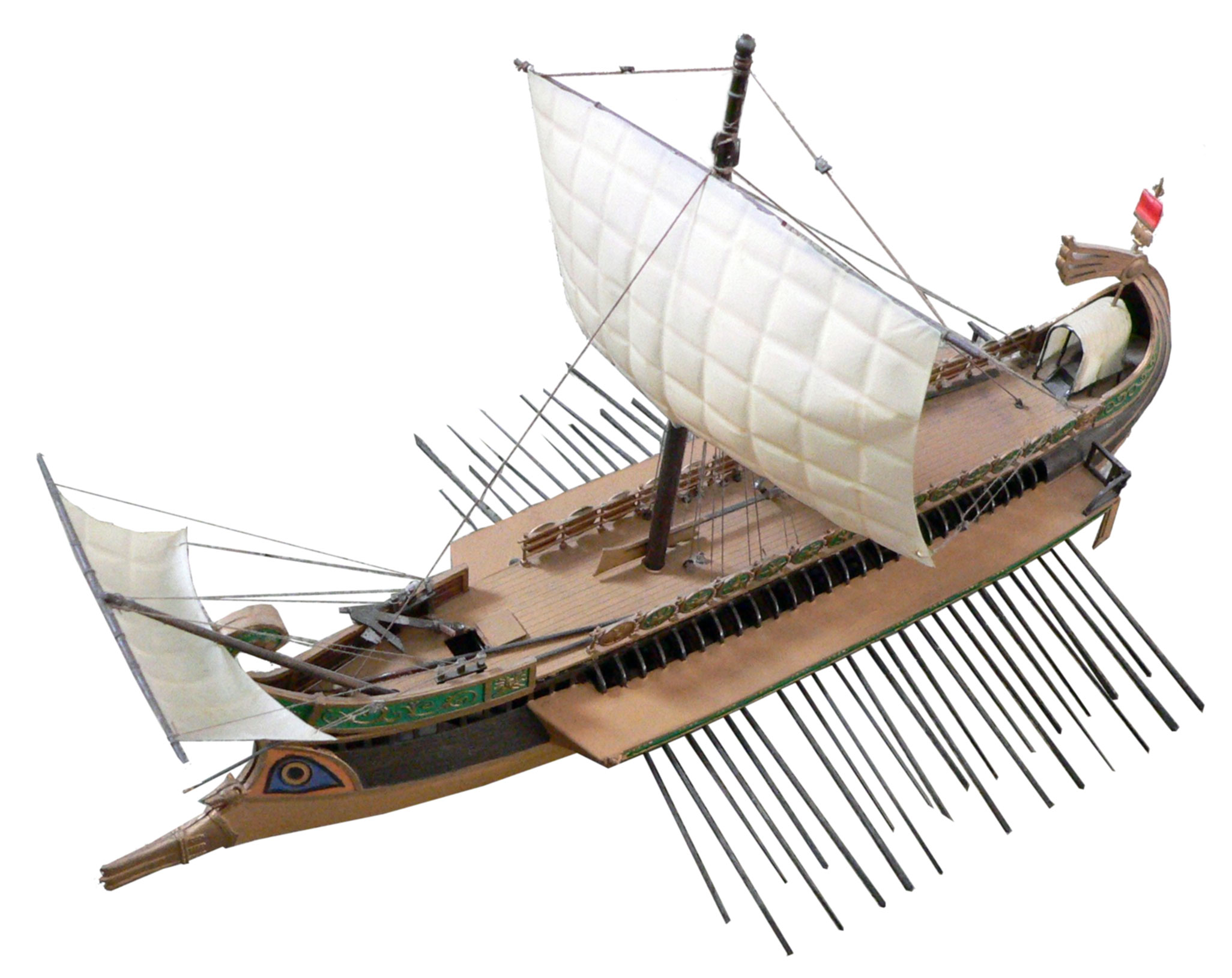
Ricostruzione di una trireme romana impiegata nella battaglia di Azio

Anche la flotta fu riorganizzata (tra il 27 ed il 23 a.C.) in marinai che rimanessero in servizio in modo permanente per almeno 26 anni, grazie al valido collaboratore di Augusto, Marco Vipsanio Agrippa. Inizialmente fu dislocata in Gallia Narbonense a Forum Iulii, in seguito fu divisa in varie flotte: 
- le due basi principali e permanenti erano a Miseno (Classis Misenensis con 50 navi e 10.000 marinai classiarii), per la difesa del Mediterraneo occidentale, e Ravenna (Classis Ravennatis) per la difesa di quello orientale;[6] ognuna delle due "squadre navali" era poi sottoposta ad un prefetto, dove il praefectus classis Misenis risultava più alto in grado del praefectus classis Ravennatis.[46]
- oltre a tutta una serie di flotte provinciali a supporto delle armate di terra, sia di mare, come in Egitto (Classis Alexandrina); sia lungo i maggiori fiumi come il Reno (Classis Germanica[57]) ed il Danubio-Sava-Drava (Classis Pannonica).

Questa flotta serviva a proteggere i mari dagli attacchi dei pirati, mentre truppe e salmerie potevano essere trasportate rapidamente senza pericolo. E se durante la guerra civile sia Sesto Pompeo, sia Ottaviano avevano reclutato tra gli equipaggi soprattutto schiavi, con la nuova riorganizzazione gli equipaggi furono composti per lo più da provinciali di nascita libera, nonostante inizialmente fossero ammessi anche liberti e ancora schiavi. La flotta era, infine, composta da triremi, lunghe circa 40 metri e larghe 5, che disponevano di 170 remi, su tre ordini, manovrati ciascuno da un solo uomo, ed imbarcavano anche 30 marinai e 120 legionari; da quinqueremi, che avevano le stesse dimensioni delle triremi, ma 160 remi su tre ordini, i cui rematori erano 270 (con più uomini per ogni remo) ed imbarcavano 30 marinai e 200 legionari; da liburne, che erano navi più piccole, leggere e veloci, armate con 82 remi disposti su due ordini.

### Alleati e Stati clienti
Augusto come i suoi predecessori di epoca repubblicana, intuì che il compito di governare e di civilizzare un gran numero di genti contemporaneamente era pressoché impossibile, e che sarebbe risultato più semplice un piano di annessione graduale, lasciando l'organizzazione provvisoria affidata a principi nati e cresciuti nel paese d'origine. Nacque quindi la figura dei re o principi clienti, la cui funzione era quella di promuovere lo sviluppo politico ed economico dei loro regni, favorendone la civilizzazione e l'economia. Così, quando i regni raggiungevano un livello di sviluppo accettabile, essi potevano essere incorporati come nuove province o parti di esse. Le condizioni di stato vassallo-cliente erano, dunque, di natura transitoria.
Tale disegno politico fu applicato all'Armenia, alla Giudea (fino al 6 d.C.), alla Tracia, alla Mauretania e alla Cappadocia. A questi re clienti fu lasciata piena libertà nell'amministrazione interna, e probabilmente non furono tenuti a pagare tributi regolari, ma dovevano provvedere a fornire truppe alleate al bisogno oltre a concordare preventivamente la loro politica estera con l'imperatore. Non a caso numerose furono le milizie di questi regni clienti, utilizzate dall'Impero romano in caso di conflitti interni o esterni. Un esempio furono le truppe trace utilizzate durante la rivolta dalmato-pannonica del 6-9, o le truppe del re Deiotaro di Galazia, che andarono a formare la nuova unità legionaria della XXII Deiotariana.

## Uomini e gerarchie militari
(Svetonio, Augustus, 25.)
Di fatto esisteva in questo ambito un capo supremo: l'imperatore (si ricorda che il termine "imperator" si riferisce, prima dell'età imperiale, proprio al generale vittorioso in battaglia. Solo successivamente designa il capo di stato supremo). Egli era il vero trionfatore di ogni battaglia, anche se non era presente. Al generale vittorioso erano però concesse le insegne trionfali, gli ornamenta triumphales. 
(Svetonio, Augustus, 25)
Il princeps era assistito da uno stato maggiore per le questioni militari, a partire dal prefetto del pretorio. I suoi più stretti collaboratori erano chiamati comites.
Augusto volle distinguere prima di tutto le carriere superiori dalle inferiori. Egli dettò dei parametri d'avanzamento che comunque, in particolare per l'ordine equestre, videro la loro completa definizione a partire da Claudio, se non dai Flavi.
- Quelle senatoriali collegate alla nuova riforma militare:
  - cariche preliminari: tribuno laticlavio;
  - cariche intermedie: legatus legionis, proconsole;
  - Magistrature: questore.
- Quelle Equestri:
  - Milizie equestri: prefetto di coorte, tribuno angusticlavio di legione, triplo tribunato a Roma (vigili, coorti urbane, coorti pretorie) prefetto d'ala;
  - Prefetture: di flotta, dei vigili, dell'annona, d'Egitto, del pretorio; tali prefetture costituivano il cosiddetto Fastigium equestre, cioè l'apice della carriera di un cavaliere;

### Le alte cariche militari: i governatori provinciali
I governatori delle province imperiali erano nominati dal Princeps, con un mandato revocabile in qualsiasi momento. La loro carriera fu istituzionalizzata da Claudio:
- il legatus Augusti pro praetore, proveniente dal cursus senatorio e di rango consolare pretorio, in relazione la numero delle legioni ivi presenti, da minimo di uno a un massimo di tre; nelle province imperiali presidiate una legione, essi rivestivano anche il ruolo di comandante di legione. I legati non possedevano un imperium proprio, ma delegato dal principe.

| Provincia                                                        | Statuto                   | Governatore                          | Capitale                                                   | Note                                                               |
| ---------------------------------------------------------------- | ------------------------- | ------------------------------------ | ---------------------------------------------------------- | ------------------------------------------------------------------ |
| Aquitania                                                        | imperiale                 | Legato imperiale di rango pretorio   | Burdigala (Bordeaux, Francia)                              |                                                                    |
| Galazia (Galatia)                                                | imperiale                 | Legato imperiale di rango pretorio   | Ancyra o Sebaste Tectosagum (Ankara, Turchia)              | Tra Vespasiano e Traiano riunita con la Cappadocia.                |
| Gallia Belgica (Gallia Belgica)                                  | imperiale                 | Legato imperiale di rango pretorio   | Durocortorum (Reims, Francia)                              |                                                                    |
| Gallia Lugdunense (Gallia Lugdunensis) o Gallia Celtica          | imperiale                 | Legato imperiale di rango pretorio   | Lugdunum (Lione, Francia)                                  |                                                                    |
| Germania (Germania Magna)                                        | imperiale dal 6 al 9 d.C. | Legato imperiale di rango consolare? | Aliso (Haltern, Germania)                                  | tra il 12 a.C. ed il 6 d.C. era forse unita alla Gallia Lugdunense |
| Illirico inferiore (Illyricum inferius) poi Pannonia (Pannonia)  | imperiale da 9/14 d.C.    | Legato imperiale di rango pretorio   | Carnuntum (tra Petronell e Bad Deutsch-Altenburg, Austria) |                                                                    |
| Illirico superiore (Illyricum superior), poi Dalmazia (Dalmatia) | imperiale                 | Legato imperiale di rango consolare  | Salona (Croazia)                                           |                                                                    |
| Licia e Panfilia (Lycia et Pamphylia)                            | imperiale                 | Legato imperiale di rango pretorio   |                                                            | dal 135 provincia senatoria                                        |
| Lusitania (Lusitania)                                            | imperiale                 | Legato imperiale di rango pretorio   | Emerita Augusta (Merida, Spagna)                           |                                                                    |
| Mesia (Moesia)                                                   | imperiale dal 6?          | Legato imperiale di rango consolare  |                                                            |                                                                    |
| Numidia (Numidia)                                                | imperiale                 | Legato imperiale di rango pretorio   | Cirta (Costantina, Algeria)                                |                                                                    |
| Siria (Syria)                                                    | imperiale                 | Legato imperiale di rango consolare  | Emesa (Homs, Siria)                                        |                                                                    |
| Tarraconense (Hispania Tarraconensis)                            | imperiale                 | Legato imperiale di rango consolare  | Tarraco (Tarragona, Spagna)                                |                                                                    |

- il procurator Augusti proveniente dall'ordine equestre, nelle province demilitarizzate o con la sola presenza di milizie ausiliarie; qualora avesse ricevuto in comando truppe legionarie, il suo titolo si modificava in procurator Augusti pro legato.
- il praefectus Alexandreae et Aegypti, era un funzionario di rango equestre elevato, che governava la provincia imperiale d'Egitto. Egli aveva il comando in virtù di un imperium, similitudo proconsulis, delegato dal principe. Le singole legioni d'Egitto erano comandate anch'esse da un eques, con il titolo di praefectus legionis. A partire dal 135 circa, in Egitto rimase la sola Legio II Traiana Fortis: fu l'unica provincia con una sola legione in cui il comandante di legione, in questa caso il praefectus legionis, non era anche il governatore.
- un proconsole di rango pretorio, con una legione per la provincia senatoria d'Africa (sino a Caligola), nominato dal senato con un sorteggio. Il mandato era annuale ed il proconsole possedeva un imperium proprio.

| Provincia                                                    | Statuto   | Governatore                   | Capitale            | Note                                                                                           |
| ------------------------------------------------------------ | --------- | ----------------------------- | ------------------- | ---------------------------------------------------------------------------------------------- |
| Africa (Africa) o Africa Proconsolare (Africa Proconsularis) | senatoria | Proconsole di rango consolare | Cartagine (Tunisia) | unica provincia senatoria dotata di una legione, la legio III Augusta (di stanza ad Ammaedara) |

### Ufficiali, sotto-ufficiali e altre cariche minori delle singole unità

#### Gerarchia interna alle legioni
Le gerarchie di comando rimasero identiche a quelle dell'epoca di Gaio Mario e Gaio Giulio Cesare, anche se ora ogni coorte disponeva di un vessillifero, vestito con pelle di leone o d'orso, e che serviva per riconoscere le proprie insegne. Partendo dalla base troviamo:
1. il semplice miles (legionario romano);
2. gli immunes (soldati semplici "specializzati", che avevano identica paga del semplice miles, ma esentati dai lavori pesanti): ingegneri, artiglieri, istruttori di armi, i frumentarii (polizia militare), falegnami, medici, custos armorum (custodi d'armi) e alcuni tra i responsabili amministrativi (come il curator, il librarius);
3. i principales (sotto-ufficiali con incarichi tattici) a loro volta divisi in (a seconda del livello del loro stipendium):
  1. i sesquiplicarii (paga pari a 1,5 volte quella di un soldato semplice), ovvero il cornicen, il bucinator, il tubicen, il tesserarius ed il beneficiarius
  2. i duplicarii (paga pari al doppio rispetto a quella di un soldato semplice), ovvero l'optio, l'aquilifer, il signifer, l'imaginifer, il vexillarius equitum, il cornicularius ed il campidoctor. A questo punto troviamo gli ufficiali della legione imperiale.[15][21]
4. i 54 centurioni dalla IX alla II coorte (all'interno della quale la gerarchia era in modo crescente: dall'hastatus posterior, al princeps posterior, poi al pilus posterior, all'hastatus prior, al princeps prior ed al pilus prior);[61][62][63]
5. i 5 centurioni della I coorte, di cui il più alto in grado era chiamato primus pilus, partendo dal più basso in grado, l'hastatus posterior, al princeps posterior, all'hastatus prior, al princeps prior, fino appunto al primus pilus;[61] quest'ultimo poteva poi accedere al tribunato nei Vigili a Roma oppure alla prefettura di una coorte quingenaria;[63][64]
6. un tribuno al comando della cavalleria, il sexmenstris, in carica 6 mesi (di età attorno ai 20 anni[21]);[15]
7. i 5 tribuni angusticlavii, di ordine equestre, ciascuno al comando di due coorti (di età attorno ai 30 anni[63]);[15][21]
8. un praefectus fabrum, a capo di ingegneri e sottoposto al legatus legionis (almeno fino a Claudio);[63]
9. un praefectus castrorum (prefetto dell'accampamento);[15][21]
10. un tribunus laticlavius (di solito il primo incarico per un giovane dell'ordine senatoriale);[15][21][65]
11. un legatus legionis, sempre di rango senatorio, a cui era affidato il comando di una singola legione, normalmente per due o tre anni. Nel caso in cui la provincia fosse stata difesa da una sola legione, il comando della stessa veniva affidato direttamente al governatore, il legatus Augusti pro praetore.[15][21][66]
12. un praefectus legionis di rango equestre (per la legione della sola provincia d'Egitto; a partire da Settimio Severo anche per le tre legioni partiche, legio I, II e III; a partire da Gallieno sostituisce tutti i legati legionis).

Sotto i centurioni vi era, infine, un cospicuo gruppo di collaboratori tra cui l'Optio, il Tesserarius, il Signifer, il Cornicen, il Decanus (quest'ultimo a capo di un contubernium di 8 miles).

#### Gerarchia interna alle unità ausiliarie (e prospettive di carriera successiva)
I soldati che appartenevano alle unità ausiliarie erano costituite da pregrini (privi ancora della cittadinanza romana), in alcuni casi erano liberti (schiavi affrancati). 
(Svetonio, Augustus, 25.)
Erano comandati da un prefetto (praefectus cohortis il comandante di fanteria, e praefectus equitum quello della cavalleria), spesso capo tribù o primus pilum di legione, tranne nel caso di coorti di cittadini romani. In quest'ultimo caso il comandante era un tribunus militum (dell'ordine equestre). Gli ufficiali subordinati come i decuriones delle turmae di cavalleria ed i centuriones delle coorti, erano cittadini romani che potevano in seguito aspirare ad essere promossi alla carica di "centurioni di legione".
Ora in una prospettiva di una carriera militare tra le milizie ausiliarie, al primo gradino c'era:
1. il semplice miles (soldato), poi
2. gli immunes (soldati semplici "specializzati", che avevano identica paga del semplice miles, ma esentati dai lavori pesanti): ingegneri, artiglieri, istruttori di armi, i frumentarii (polizia militare), falegnami, medici, custos armorum (custodi d'armi) e alcuni tra i responsabili amministrativi (come il curator, il librarius);
3. i principales (sotto-ufficiali con incarichi tattici) a loro volta divisi in (a seconda del livello del loro stipendium):
  1. sesquiplicarii (paga pari a 1,5 volte quella di un soldato semplice), ovvero il cornicen, il bucinator, il tubicen, il tesserarius ed il beneficiarius e
  2. duplicarii (paga pari al doppio rispetto a quella di un soldato semplice), ovvero l'optio, il signifer, l'imaginifer, il vexillarius equitum, il cornicularius ed il campidoctor.
4. i decuriones ed i centuriones (ufficiali);
5. il praefectus cohortis peditatae[69] (che poteva accedere nel suo cursus honorum a diventare tribunus Angusticlavius;[66]
6. il praefectus cohortis equitatae;[69]
7. il praefectus alae;[69][70]

Al termine di tale carriera si poteva poi accedere alle cariche più elevate civili e militari dell'ordine equestre, come esposto qui sotto, in ordine crescente:
- Procurator Augusti;
- Praefectus Vigilum (prefetto dei vigiles di Roma);
- Praefectus annonae (prefetto al vettovagliamento della città di Roma);
- Praefectus legionis delle sole legioni egiziane;
- Praefectus Alexandreae et Aegypti della provincia d'Egitto;
- Praefectus praetorio della città di Roma.

## Tattica e armamento dell'esercito augusteo

### Armamento
L'equipaggiamento di un soldato romano al tempo dell'Impero non era molto differente da quello della Repubblica tarda. La maggiore disponibilità di risorse permise ai singoli soldati di procurarsi migliore armamento. Vale però la pena distinguere l'armamento sulla base delle unità in questione:
- la legione, che costituiva il nucleo centrale, la cosiddetta fanteria pesante, il nerbo dell'esercito romano era equipaggiato da un'armatura a "maglia di ferro" (lorica hamata) e da primi esempi di a fasce metalliche (lorica segmentata[71]), un grande scudo rettangolare e ricurvo (scutum) che sostituì quello ovale di epoca Repubblicana, un elmo in bronzo dotato di protezioni per collo e orecchie, una spada corta (il famoso gladium, lungo circa 50-55 cm), due pilum (ovvero il giavellotto, di differente peso) ed una daga molto corta (pugio).[16] I comandanti delle legioni e l'imperatore si distinguevano in battaglia per l'utilizzo del Parazonium,del Paludamentum,della Lorica musculata e dell'elmo piumato. Adatta ad un tipo di combattimento in pianura "in campo aperto", poco e male si adattava ad un tipo di combattimento discontinuo in zone montane, contro predoni e banditi, quindi unità di piccole dimensioni e molto veloci nel dileguarsi.
- le truppe ausiliarie, a loro volta suddivise in:
  - Ali di cavalleria, che potevano essere:
    - veloci e leggere, equipaggiate, pertanto, di armamento leggero (piccoli scudi, giavellotti da lancio, archi e frecce, un elmo ed un'armatura leggera a maglie), e reclutate in province specifiche, che per tradizione formavano un tipo di cavalleria di questo tipo, come i cavalieri provenienti da Numidia, Tracia e Gallia;
    - pesanti e "corazzate", mobili anche se non velocissime, ovvero la cavalleria pesante "da sfondamento" (equipaggiate spesso con lunghe lance, armatura pesante, lunghe spade e grandi elmi), tra cui i famosi Catafracti orientali o le truppe sarmatiche.

  - Coorti di fanteria specializzata come arcieri (spesso di origine orientale), frombolieri (di origine iberica), ecc. in alcuni casi anche miste con unità di cavalleria come le cosiddette cohortes equitatae.

### Esercito in marcia, combattimento, assedio e guerriglia

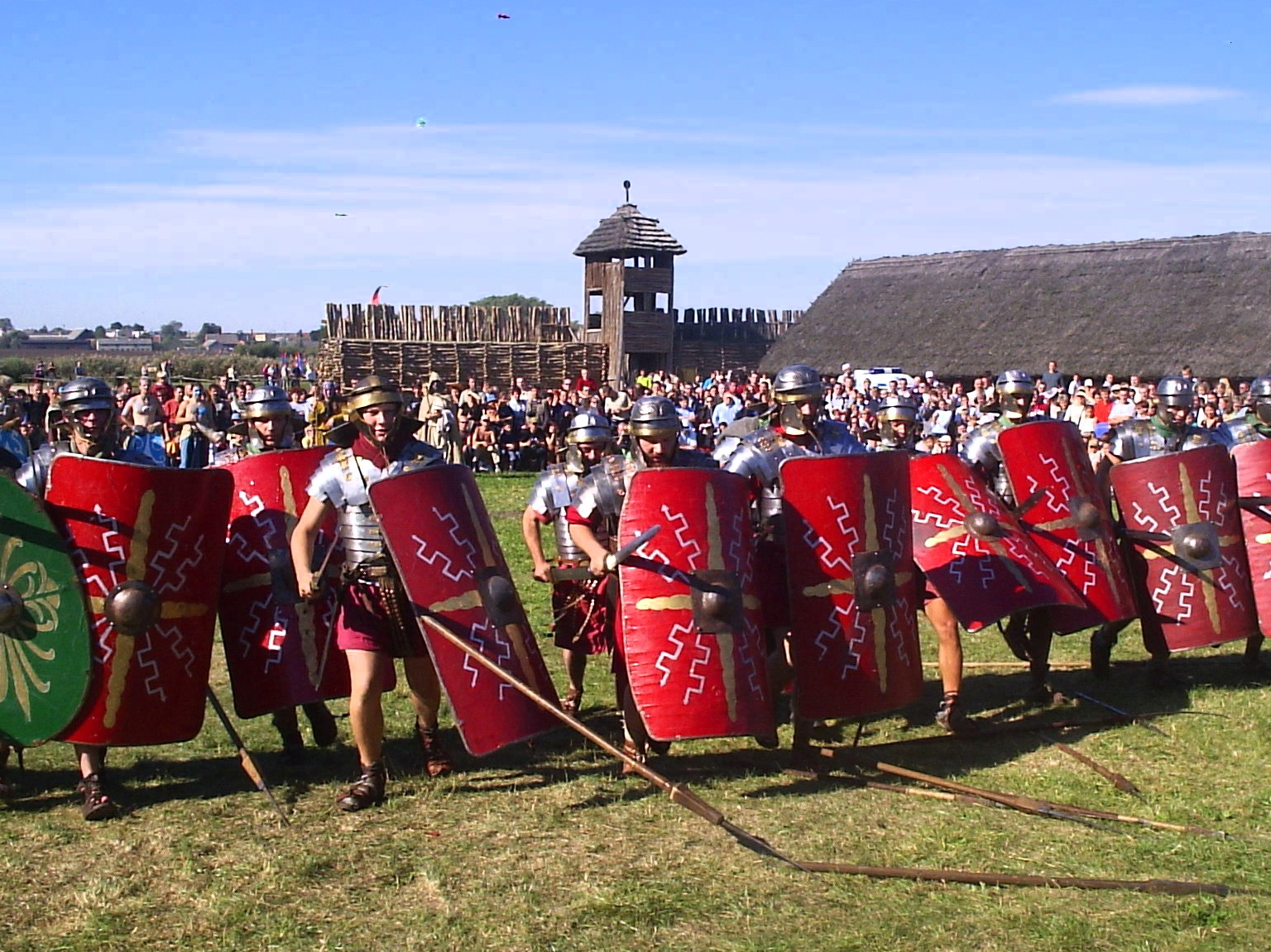
L'esercito romano schierato a battaglia.

- Nello stabilire quale fosse il corretto ordine di marcia delle singole unità che componevano un'armata: la fanteria ausiliaria era mandata in avanscoperta; seguiva l'avanguardia composta da truppe legionarie, appoggiate da un corpo di cavalleria; dietro loro alcuni legionari muniti di attrezzi per la costruzione dell'accampamento al termine della giornata di marcia; seguivano gli ufficiali ed il generale con scorta armata e guardia del corpo nel caso dell'imperatore (si trattava della guardia pretoriana); ancora un gruppo di legionari e cavalieri; poi muli carichi di armi da assedio smontate, oltre a bagagli ed alimenti; seguivano altre legioni, eventuali forze mercenarie o di popoli Clienti; e chiudeva la retroguardia composta da un grosso contingente di cavalleria.
- Al termine della giornata era costruito un accampamento da campagna, per poter soggiornare la notte, protetti da eventuali attacchi notturni dei nemici della zona[72].

I Romani generalmente si basavano su vari metodi in battaglia, che adeguavano in base al nemico ed al terreno dello scontro come segue:
- Nel combattimento in campo aperto, la cavalleria era solitamente posizionata alle ali. Le legioni erano posizionate nella parte centrale dello schieramento in triplex acies (tripla linea, ed in rari casi in duplex acies ovvero su una doppia linea),[16] poiché come fanteria pesante, dovevano reggere lo scontro frontale delle unità nemiche. Erano protette alle spalle dall'artiglieria e da quelle truppe ausiliarie di fanteria specializzata nel lancio di dardi, frecce, ecc. (come arcieri, frombolieri, lanciatori in genere). Questa seconda linea serviva a decimare il nemico prima ancora che potesse prendere contatto con l'armata romana (come ben illustrato nel film de Il Gladiatore). Alle spalle dell'esercito schierato, magari su un promontorio, la guardia pretoriana e l'Imperatore stesso. Era necessario vi fosse una forma di sinergia tra le diverse unità da combattimento: la combinazione di legioni e truppe ausiliarie (cavalleria, fanteria leggera e truppe di tiratori), conferiva ai Romani una superiorità tattica quasi su ogni tipo di terreno e contro qualunque tipo di avversari.[73]
- Nel compiere un assedio erano utilizzate sia macchine, scale, torri per la scalata o la demolizione delle mura nemiche, sia unità di artiglieria pesante come baliste (affidate ai cosiddetti ballistarii), ecc. per colpire gli assediati da lontano. Spesso prima di cominciare un assedio, era eretto lungo l'intero percorso un Agger, ovvero un fossato ed un terrapieno a volte sormontato da una palizzata, per bloccare il nemico internamente, ed uno esternamente per difendersi da eventuali attacchi di nemici accorrenti in aiuto degli assediati. Era inoltre usata comunemente, una volta sfondata una porta della cittadella assediata, o per avvicinarsi a strutture fortificate evitando frecce e proiettili vari che lanciavano i difensori, la celebre formazione a Testuggine, così chiamata poiché i legionari posizionavano gli scudi affiancati l'uno all'altro ovunque, sia lateralmente, sia sopra la testa, creando un gruppo compatto completamente protetto.
- Nel caso di guerriglia con popolazioni che tendevano ad evitare lo scontro diretto (come le tribù spagnole o alpine dei primi anni del principato di Augusto), le cui risorse e beni risultavano non fissi, o per lo meno non concentrati in un solo punto, era preferibile l'impiego, non tanto delle legioni, quanto quello delle più agili e maggiormente adatte, unità ausiliarie.[74]

## Strategia lungo le frontiere: strutture difensive "puntuali" e "lineari"
Al termine della guerra civile nel 31 a.C., Augusto rimase unico padrone incontrastato della Res Publica romana. Delle oltre sessanta legioni sopravvissute (tra cui molte appartenute allo stesso Antonio), solo 28 rimasero attive dopo Azio, e 25 dopo la disfatta di Teutoburgo. I conti sembrano tornare se consideriamo che le legioni rimaste in attività dopo Azio, comprendevano tra le sue file 150.000 legionari (5.500 x 28) e che furono mandati in congedo tra il 30 ed il 14 a.C., 120.000/105.000 veterani. La loro somma produrrebbe, pertanto, un totale di 270.000/255.000 armati complessivi al termine della guerra civile, che divisi per il numero di legioni sopravvissute dopo lo scontro finale (pari a 60/65 unità), darebbe come risultato 4.000/4.200 armati a legione. In effetti le legioni repubblicane dell'epoca di Cesare sembra avessero un numero di effettivi pari a 4.000 circa, mentre dopo la riforma augustea, la prima coorte fu raddoppiata nel numero di armati, portando il totale a 5.500 legionari per unità.
Durante il suo principato furono coinvolte quasi tutte le frontiere, dall'oceano settentrionale fino alle rive del Ponto, dalle montagne della Cantabria fino al deserto dell'Etiopia, in un piano strategico preordinato che prevedeva il completamento delle conquiste lungo l'intero bacino del Mediterraneo e in Europa, con lo spostamento dei confini più a nord lungo il Danubio e più ad est lungo l'Elba (in sostituzione del Reno).
L'esercito doveva essere disposto in ragione dell'importanza di un'area territoriale, rifacendosi a criteri di ordine economico, religioso, culturale e strategico militare. In generale le armate erano disposte lungo l'intero confine imperiale esterno per meglio difendersi da eventuali attacchi di popolazioni nemiche (come Germani, Parti, ecc.), ma servivano anche per civilizzare e "romanizzare" quelle province appena conquistate (diffondendo sia i principi amministrativi, giuridici, culturali imperiali, sia costruendo strade, ponti, strutture amministrative come Fori, palazzi del governatore, teatri, ecc.), e costituivano una sorta di "polizia" provinciale, per evitare possibili insurrezioni, rivolte interne (ad es. la Hispania Tarraconensis, conservò per quasi 100 anni ben tre legioni al suo interno.
Lungo le frontiere erano poi disposti innumerevoli forti ausiliari e fortezze legionarie, concentrati nei settori strategici più importanti. Con Augusto cominciavano ad essere costruite le prime fortezze legionarie semi-permanenti (castra stativa), unitamente a tutta una serie di forti per le truppe ausiliarie. Queste prime costruzioni erano costruite in legno sia internamente, sia lungo l'intero percorso esterno (palizzata e torrette incluse) del forte o fortezza. È solo con Tiberio che le nuove costruzioni cominciarono ad essere costruite in pietra. Queste fortificazioni furono disposte principalmente lungo i confini esterni imperiali, pur avendo mantenuto in alcune aree da poco pacificate (come Dalmazia e Hispania) postazioni militari preventive in caso di nuove rivolte interne. Basterebbe ricordare quanto era caccaduto in questi territori negli anni 26-19 a.C. in Cantabria o negli anni 6-9 in Illirico.

### Principali settori strategici

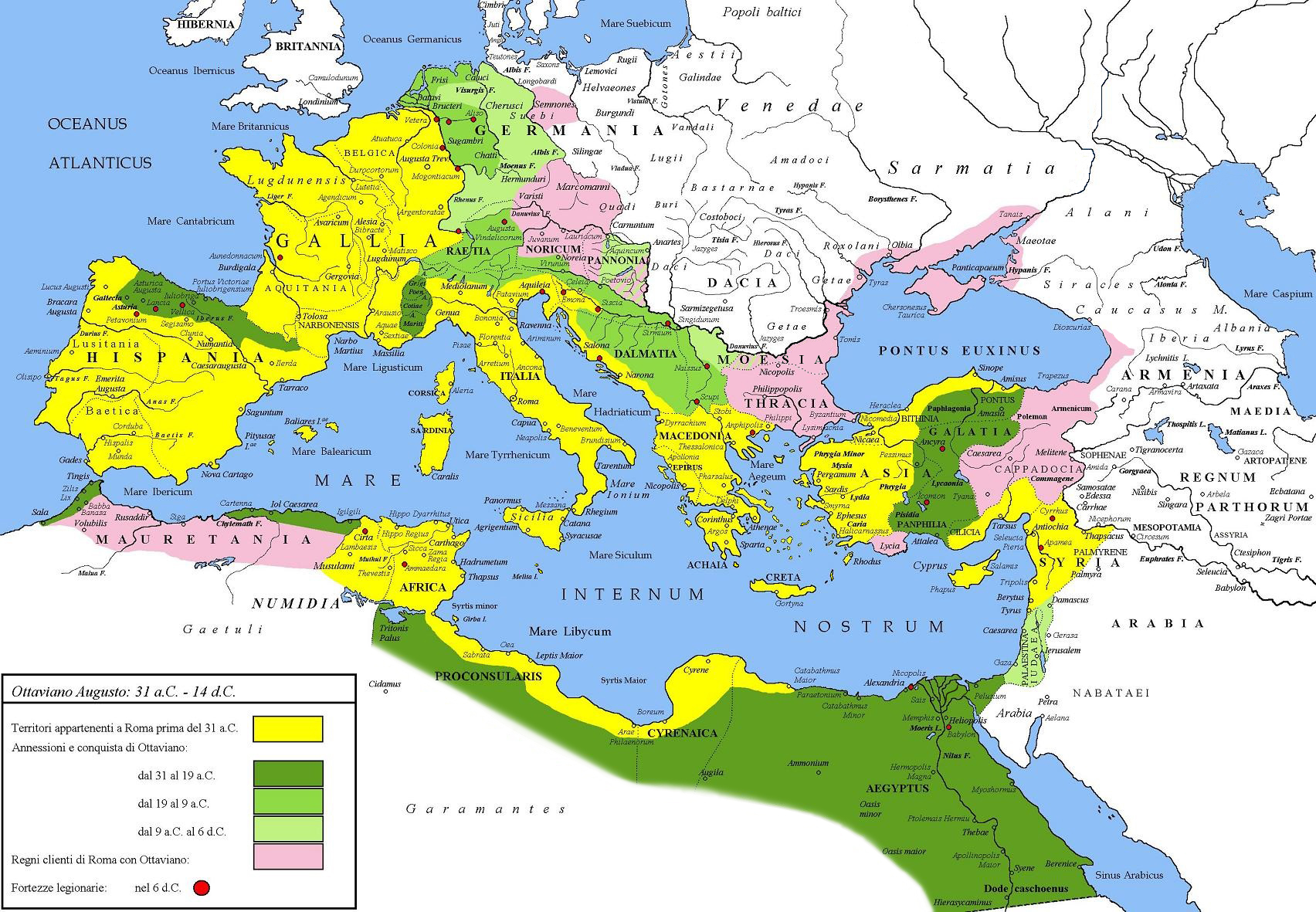
Le conquiste di Augusto fino al 6, prima della disfatta di Varo nella selva di Teutoburgo.

Le campagne di Augusto furono effettuate con il fine di consolidare le conquiste disorganiche dell'età repubblicana, le quali rendevano indispensabili numerose annessioni di nuovi territori. Mentre l'Oriente poté rimanere più o meno come Antonio e Pompeo lo avevano lasciato, in Europa fra il Reno e il Mar Nero fu necessaria una nuova riorganizzazione territoriale in modo da garantire una stabilità interna e, contemporaneamente, frontiere più difendibili.

#### Aree interne
Prima di tutto, Augusto in persona si dedicò, con l'aiuto di Agrippa, a portare a compimento una volta per tutte la sottomissione di quelle "aree interne" all'impero non ancora conquistate completamente. 
- la parte nord-ovest della penisola iberica, che ormai creava problemi da decenni, fu condotta sotto il dominio romano, dopo una serie di pesanti campagne militari in Cantabria durate 10 anni (dal 29 al 19 a.C.), l'impiego di numerose legioni (ben sette/otto:[79] I Germanica, II Augusta, IIII Macedonica, V Alaudae, VI Victrix, VIIII Hispana, X Gemina e XX Valeria Victrix) insieme ad un numero altrettanto elevato di ausiliari, oltre alla presenza dello stesso Ottaviano sul teatro delle operazioni (nel 26 e 25 a.C.).
- la conquista dell'arco alpino, per dare maggior sicurezza interna ai valichi e alle relazioni fra Gallia e Italia, operata dal 26-25 a.C. quando furono sottomessi i Salassi con la fondazione di Augusta Praetoria (Aosta) al 14 a.C. quando furono vinti i Camuni della Val Camonica, le tribù della Val Venosta ed i Liguri Comati delle Alpi sudoccidentali. Questi successi furono commemorati con l'erezione del celebre trofeo di La Turbie nella Francia mediterranea.

#### Fronte settentrionale
Ma fu la frontiera dell'Europa continentale che preoccupò Augusto più di ogni altro settore strategico. Essa comprendeva due settori principali: quello danubiano e quello renano. Dopo un quindicennio di relativa tranquillità, nel 6, il settore danubiano tornò ad essere agitato. I Dalmati si ribellarono, e con loro anche i Breuci di Pannonia, mentre Daci e Sarmati compirono scorrerie in Mesia. Fu necessario sospendere ogni nuovo tentativo di conquista della Germania Magna a nord del Danubio, per sopprimere questa rivolta durata per ben tre anni, dal 6 al 9. Tiberio, in questo modo, fissò definitivamente il confine dell'area illirica al fiume Drava, mentre le legioni furono posizionate poco più a sud lungo il fiume Sava (con le fortezze legionarie ad Emona, Siscia e Sirmium). Contemporaneamente in Germania, tutti i territori conquistati in vent'anni di guerre dopo il 12 a.C., furono definitivamente compromessi quando nel 7 Augusto inviò in questa nuova provincia Publio Quintilio Varo, sprovvisto di doti diplomatiche e militari, oltreché ignaro delle genti e dei luoghi. Nel 9 un esercito di 20.000 uomini composto da tre legioni (la XVII, la XVIII e la XIX) venne massacrato nella selva di Teutoburgo, portando alla definitiva perdita di tutta la zona tra il Reno e l'Elba.

#### Fonte orientale
In Oriente, invece, dopo che Augusto vi soggiornò in due diverse circostanze (vale a dire subito dopo la battaglia di Azio, nel 30-29 a.C. e dal 22 al 19 a.C., oltre a quella di Agrippa fra il 23-21 a.C. e ancora tra il 16-13 a.C.), fu necessario raggiungere un modus vivendi con la Partia, l'unica potenza in grado di creare problemi a Roma in Asia Minore. Per questi motivi la politica di Augusto si differenziò in base a due aree strategiche dell'Oriente antico.
Ad occidente dell'Eufrate, dove Augusto provò ad inglobare alcuni stati vassalli, trasformandoli in province, come la Galizia di Aminta nel 25 a.C., o la Giudea di Erode Archelao nel 6; rafforzò vecchie alleanze con re locali, divenuti "re clienti di Roma", come accadde ad Archelao, re di Cappadocia, ad Asandro re del Bosforo Cimmerio, e a Polemone I re del Ponto, o ai sovrani di Emesa e Iturea.
Ad oriente dell'Eufrate, in Armenia, Partia e Media, Augusto ebbe come obiettivo quello di ottenere la maggiore ingerenza politica senza intervenire con dispendiose azioni militari. Ottaviano mirò infatti a risolvere il conflitto con i Parti in modo diplomatico, con la restituzione nel 20 a.C., da parte del re parto Fraate IV, delle insegne perdute da Crasso nella battaglia di Carre del 53 a.C. Augusto avrebbe potuto rivolgersi contro la Partia per vendicare le sconfitte subite da Crasso e da Antonio, al contrario ritenne invece possibile una coesistenza pacifica dei due imperi, con l'Eufrate come confine per le reciproche aree di influenza. Di fatto entrambi gli imperi avevano più da perdere da una sconfitta, di quanto potessero realisticamente sperare di guadagnare da una vittoria. Infatti, durante tutto il suo lungo principato, Augusto concentrò i suoi principali sforzi militari in Europa. Il punto cruciale in Oriente era, però, costituito dal regno d'Armenia che, a causa della sua posizione geografica, era da un cinquantennio oggetto di contesa fra Roma e la Partia. Egli mirò a fare dell'Armenia uno Stato-cuscinetto romano, con l'insediamento di un re gradito a Roma, e se necessario imposto con la forza delle armi, come avvenne nel 2 d.C. quando, di fronte ad una possibile invasione romana dell'Armenia, Fraate V riconobbe la preminenza romana davanti a Gaio Cesare, mandato in missione da Augusto.

#### Fronte meridionale
In ultima analisi vi era il fronte meridionale africano, il quale poneva problemi diversi nei suoi settori orientale ed occidentale. Ad oriente, dopo la sua conquista (nel 30 a.C.), l'Egitto divenne la prima provincia imperiale, retta da un prefetto di rango equestre, il prefetto d'Egitto, a cui Ottaviano aveva delegato il proprio imperium sul paese, con ben tre legioni di stanza (III Cyrenaica, VI Ferrata e XXII Deiotariana). Non a caso l'Egitto costituì negli anni seguenti una base di partenza strategica per spedizioni lontane in Arabia felix e Nubia.
Ad occidente la provincia d'Africa e la Cirenaica conobbero diverse guerre contro le popolazioni nomadi del deserto del Sahara come i Garamanti dell'attuale Libia, o i Nasamoni della Tripolitania, o i Musulami della regione di Theveste, o i Getuli ed i Marmaridi delle coste mediterranee centrali.

### Dislocazione legioni nel 9 d.C.
Sappiamo che all'epoca dell'imperatore Augusto, poco dopo la fine della rivolta dalmato-pannonica del 6-9 e poco prima della disfatta di Teutoburgo, c'erano 28 legioni lungo i confini imperiali romani, così come è evidenziato qui sotto nella tabella riassuntiva sulla loro dislocazione:
| N. fortezze legionarie | unità legionaria         | località antica         | località moderna                  | provincia romana    |
| ---------------------- | ------------------------ | ----------------------- | --------------------------------- | ------------------- |
| 1                      | Legio I Germanica        | Noviomagus Batavorum    | Nimega                            | Gallia Belgica      |
| 2                      | Legio V Alaudae          | Vetera                  | Xanten                            | Gallia Belgica      |
| 3                      | Legio XIX Paterna?       | Aliso                   | Haltern am see                    | Germania            |
| 4                      | Legio XVIII Lybica?      | ?                       | Anreppen                          | Germania            |
| 5                      | Legio XVII Classica?     | Colonia Agrippina       | Colonia                           | Gallia Belgica      |
| 6                      | Legio XIV Gemina         | Mogontiacum             | Magonza                           | Gallia Belgica      |
| 7                      | Legio XVI Gallica        | ?                       | Marktbreit                        | Germania            |
| 8                      | Legio XXI Rapax          | Augusta Vindelicorum    | Augusta                           | Vindelicia          |
| 9                      | Legio XV Apollinaris     | Aquileia                | Aquileia                          | Italia              |
| 10                     | Legio XIII Gemina        | Emona                   | Lubiana                           | Pannonia            |
| 11                     | Legio IX Hispana         | Siscia                  | Sisak                             | Pannonia            |
| 12                     | Legio VIII Augusta       | Sirmium                 | Sremska Mitrovica                 | Pannonia            |
| 13                     | Legio XX Valeria Victrix | Burnum                  | Suplja Crkva                      | Dalmazia            |
| 14                     | Legio XI Claudia         | Tilurium                | Gardun                            | Dalmazia            |
| 15                     | Legio VII Claudia        | Naissus                 | Niš                               | Mesia               |
| 16                     | Legio V Macedonica       | Scupi                   | Skopje                            | Mesia               |
| 17                     | Legio X Fretensis        | Amphipolis              | Anfipoli                          | Macedonia           |
| 18                     | Legio VI Ferrata         | Ancyra                  | Ankara                            | Galazia             |
| 19                     | Legio IV Scythica        | Zeugma                  | Belkis                            | Siria               |
| 20                     | legio III Gallica        | Antiochia               | Antakya                           | Siria               |
| 21                     | Legio XII Fulminata      | Raphaneae               | Châma                             | Siria               |
| 22                     | Legio XXII Deiotariana   | Nicopolis               | Alessandria d'Egitto              | Egitto              |
| 23                     | Legio III Cyrenaica      | Coptos e Thebae         | Qift e Al Uqsur                   | Egitto              |
| 24                     | Legio III Augusta        | Thugga o Ammaedara      | Haidra                            | Africa proconsolare |
| 25                     | Legio II Augusta         | Petavonium o Iuliobriga | Rosinos de Vidriales o Retortillo | Hispania Citerior   |
| 26                     | Legio IIII Macedonica    | Pisoraca                | Herrera de Pisuerga               | Hispania Citerior   |
| 27                     | Legio VI Victrix         | Legio                   | León                              | Hispania Citerior   |
| 28                     | Legio X Gemina           | Asturica Augusta        | Astorga                           | Hispania Citerior   |

### Dimensione dell'esercito augusteo
L'insieme delle forze armate al tempo di Augusto doveva ammontare a circa 300.000/340.000 uomini, con una popolazione dell'intero Impero che si aggirava attorno ai 50 milioni di abitanti, Dopo la disfatta di Teutoburgo, le forze legionarie raggiunsero la ragguardevole cifra di 125.000/140.000 legionari, suddivise in 25 legioni, e di altrettanti combattenti tra le truppe ausiliarie per un totale di 250.000/280.000 armati (di cui circa 30.000 a cavallo). A queste forze andavano poi sommati i 10.000 soldati posizionati nella Capitale (tra guardia pretoriana, coorti urbane, vigili ed equites singulari Augusti), oltre a 40/45.000 marinai impiegati nelle flotte pretorie e provinciali.

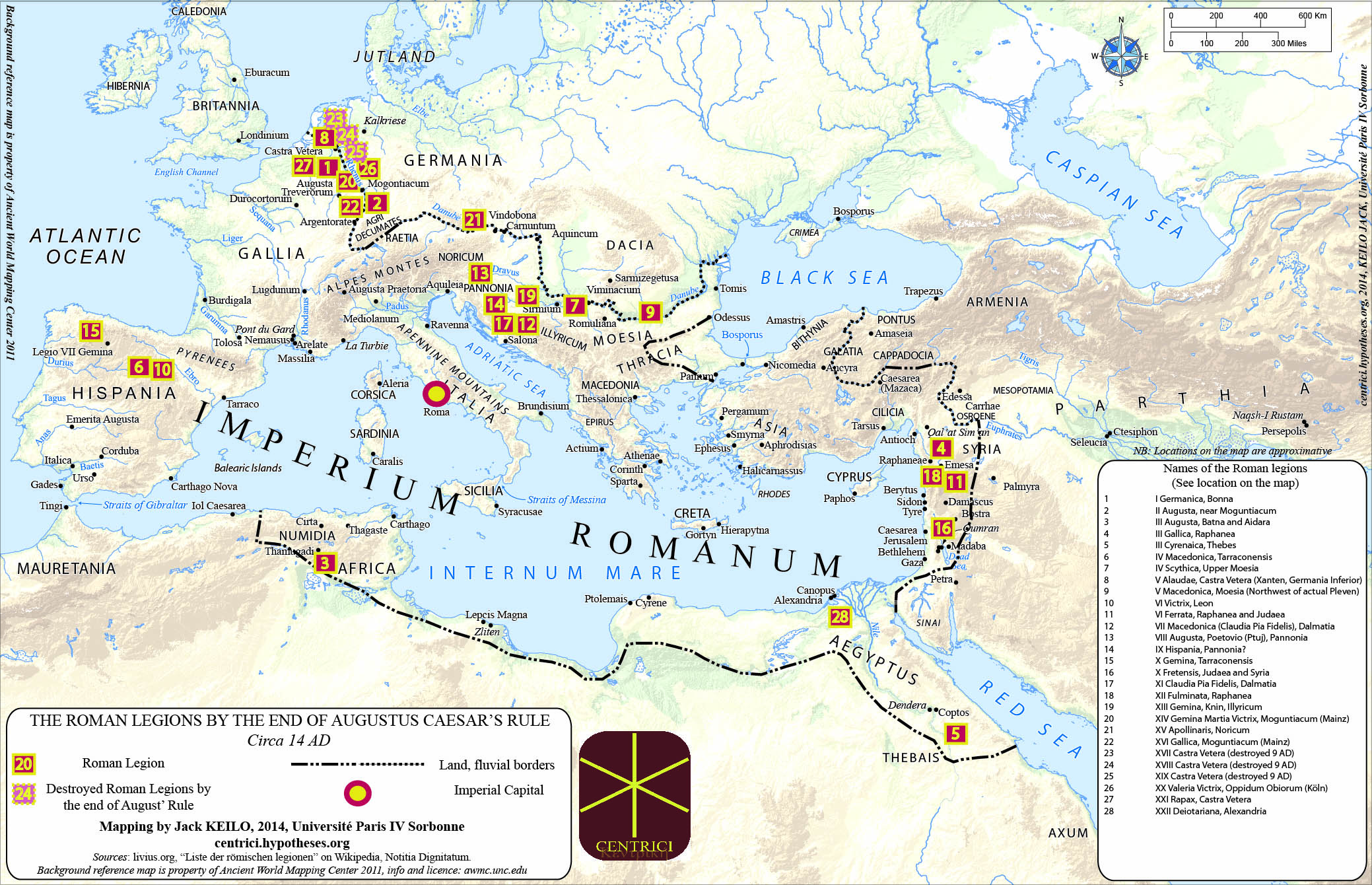
La dislocazione delle legioni romane nel 14 alla morte dell'imperatore Augusto, dopo la disfatta di Teutoburgo.

## Ruolo dell'esercito in tempo di pace e romanizzazione provinciale

### Ruolo economico
Questi soldati-marciatori-costruttori infaticabili si nutrivano quasi solo di grano (non amavano la carne): 850 grammi al giorno a testa, più 150 grammi di lardo, 20 di formaggio e un po' di vino acetato (posca). Tali risorse alimentari dovevano essere inevitabilmente acquistate nelle province dove gli eserciti erano dislocati, o presso i vicini "stati Clienti". Ciò significava sviluppo per l'economia dell'intera area e dei suoi abitanti. Gli stessi legionari o ausiliari con le loro basi permanenti, utilizzavano spesso la loro paga per acquistare beni a loro utili dalle popolazioni indigene, oltre a intraprendere commerci anche oltre confine (i più intraprendenti).

### Ruolo demografico
Al tempo di Augusto l'Impero romano dominava su una popolazione di circa 55 milioni di persone (di cui 8-10 in Italia) su una superficie di circa 3,3 milioni di chilometri quadrati. Rispetto ai tempi moderni, la densità era piuttosto bassa: 17 abitanti per chilometro quadrato, i tassi di mortalità e natalità erano ancora molto elevati e la vita media non andava oltre i 20 anni. Solo un decimo della sua popolazione viveva nelle sue 3 000 città, più in particolare: 3 milioni circa abitavano nelle quattro città più grandi (Roma, Cartagine, Antiochia e Alessandria), di questi almeno un milione abitava nell'Urbe.
Secondo calcoli approssimativi il prodotto interno lordo di quell'Impero era a quell'epoca attorno ai 20 miliardi di sesterzi e caratterizzato da vertiginose concentrazioni di ricchezze. Il reddito annuale dell'imperatore era attorno ai 15 milioni di sesterzi, quello della classe senatoria (rappresentata da 500 senatori) ammontava a circa 100 milioni (0,5 per cento del Pil), il 3 per cento dei percettori di redditi godeva del 25 per cento delle ricchezze prodotte.
L'Italia, centro dell'Impero augusteo, godeva di una posizione privilegiata: grazie alle nuove conquiste di Augusto poteva disporre di nuovi grandi mercati di approvvigionamento (grano, in primo luogo, proveniente dalla Sicilia, dall'Africa, dall'Egitto) e di nuovi mercati di sbocco per le proprie esportazioni di vino ed olio; le terre confiscate alle popolazioni sottomesse erano immense e dalle province arrivavano tributi in moneta e in natura (bottini di guerra, milioni di schiavi, tonnellate d'oro).
In questo mondo, è evidente che i legionari (cittadini romani) e gli stessi auxilia (ancora peregrini, privi della cittadinanza) contribuissero a stringere rapporti con la popolazione locale, attraverso legami duraturi (sanciti spesso da matrimoni, vietati da Augusto nei 16/25 anni di servizio, al termine del meritato congedo) e la messa al mondo di figli, che a loro volta divenivano di diritto cittadini romani, potendo questi ultimi essere impiegati, nella generazione futura, nelle legioni.
Vi è da aggiungere che le ben note difficoltà di reclutamento fra i cittadini (già al tempo di Augusto, assai gravi), riflettevano un non trascurabile problema demografico: il numero complessivo degli uomini in età di leva in Italia ammontava, probabilmente, a meno di un milione. Fu pertanto fondamentale coinvolgere i peregrini delle province. Questa fu una delle più importanti intuizioni di Augusto, il quale, affidando la difesa delle frontiere imperiali anche ai provinciali, coinvolse questi ultimi direttamente e li rese partecipi di un progetto comune, donando loro al termine del servizio di leva, la cittadinanza romana quale premio finale, un privilegio da difendere contro gli attacchi esterni delle popolazioni barbariche. Nulla vi fu di più valido, anche al fine di generare un sentimento comune di appartenenza ad una stessa civiltà che potesse svilupparsi negli anni a venire. Non a caso, già a partire dalla fine del I secolo, alcuni imperatori romani erano provinciali, come l'Optimus Princeps di Traiano.

### Ruolo edilizio

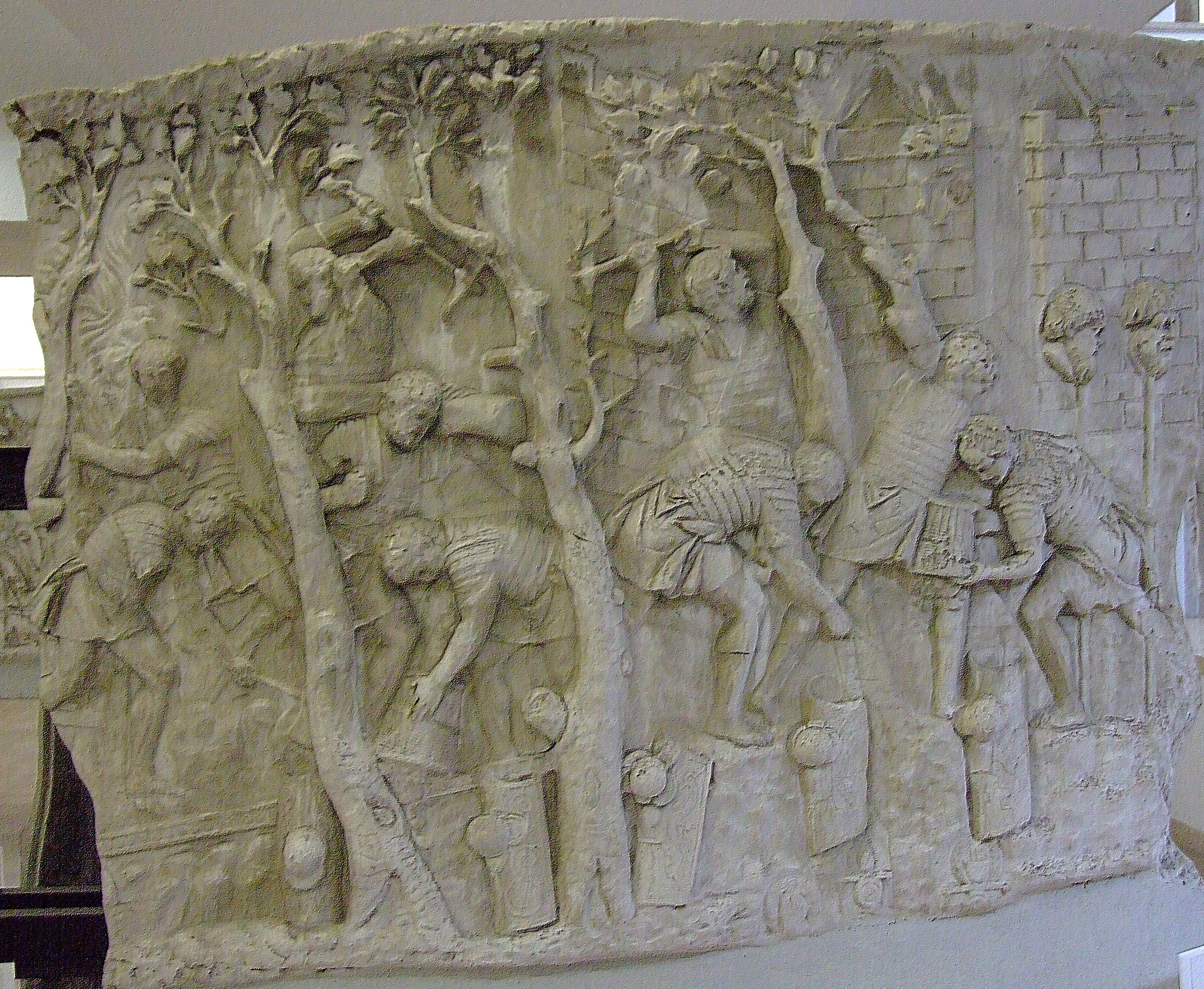
Un legionario romano costruisce una strada in Dacia durante la sua conquista (101-6). Dettaglio dalla Colonna di Traiano a Roma.

La più importante attività non-militare dell'esercito romano era nel compiere attività di costruzione edilizia. L'esercito costituiva, infatti, una grande e specializzata "forza lavoro", grazie a uomini assai disciplinati che includevano anche alcune centinaia di abili artigiani. Le truppe erano retribuite comunque anche in tempo di pace, quindi era più economico per i governanti utilizzarle per realizzare progetti edilizi di vario genere, ogni volta che la situazione provinciale in termini di sicurezza lo permettesse, oltre ad assumere lavoratori privati. In realtà, i soldati nel corso della loro vita lavorarono di più alla costruzioni di edifici, che al lavoro nei campi.
I legionari non erano, infatti, soltanto guerrieri combattenti, ma anche operai, manovali, carpentieri, artigiani. Per la maggior parte, il loro tempo non era speso nelle battaglie, bensì nelle esercitazioni e nella costruzione degli accampamenti, vere e proprie città militari con terrapieni, torri, baraccamenti, ecc. Quello romano era soprattutto un esercito di costruttori e la forza delle legioni stava nel lavoro oscuro e massacrante del genio militare. Gli eserciti stanziati nelle province in tempo di pace si dedicavano non solo alle opere di costruzione di ingegneria civile, come canali, strade, ponti, acquedotti e fortini, che contribuirono alla romanizzazione dei provinciali, ma ebbero altri importati ruoli. Gli insediamenti prossimi agli accampamenti di maggiori dimensioni (canabae) si trasformavano spesso in piccoli nuclei cittadini, dove si stabilivano numerosi soldati-cittadini romani ormai in congedo (veterani). E poiché le armate portavano con sé oltre alla lingua latina, anche i loro costumi, diventarono centri di romanizzazione da cui le abitudini romane si diffusero fino alle parti più remote dell'Impero.
L'esercito veniva anche impegnato in grandi lavori di bonifica di acquitrini o di disboscamento di parti di foreste, per guadagnare terreni fertili per l'agricoltura. Le armate erano anche impiegate a scavare miniere che producessero materiali grezzi per la realizzazione di armi, armature o costruzioni. I soldati erano spesso impiegati come supervisori della manodopera servile, che generalmente lavorava in miniera, o essi stessi quando un lavoro era veramente urgente
Sappiamo anche da alcune tavolette rinvenute a Vindolanda, che 12 soldati ausiliari costruirono un impianto termale (balneum), oltre ad un ponte nelle vicinanze.

### Ruolo culturale
I soldati furono certamente tra i primi a portare presso le genti indigene appena conquistate, non solo la lingua latina inizialmente con interpreti, ma anche elementi culturali alla base della società romana, come il diritto (il quale si manifestava nei diplomi militari, nel diritto alla cittadinanza romana con il congedo degli ausiliari, nella creazione di colonie e municipi) o gli stessi usi e costumi dell'Impero romano.

### Ruolo religioso

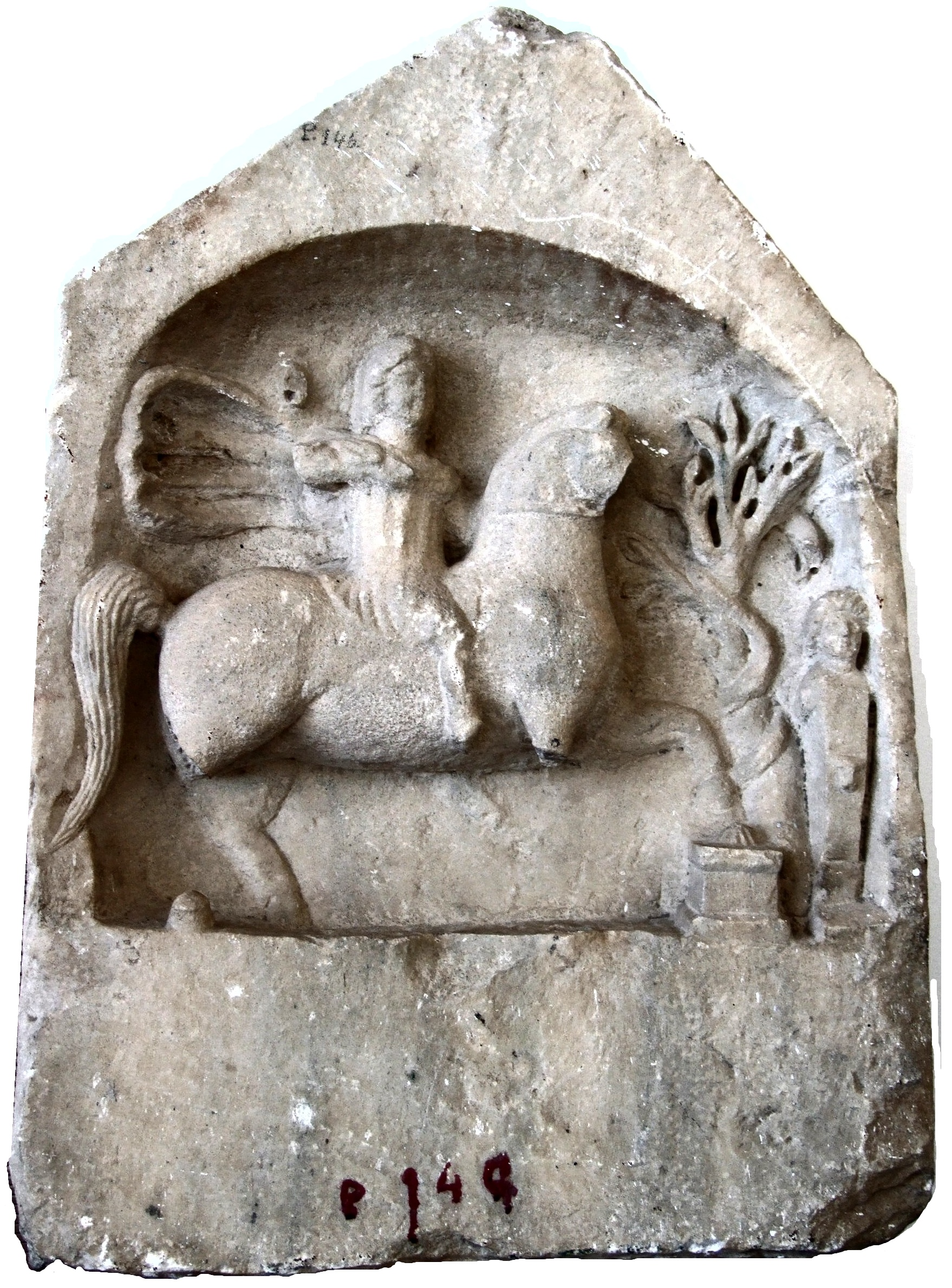
Basso rilievo di un eroe tracio. Il rilievo è incompleto, mancando la lancia del cavaliere e la vittima. Histria Museum, Romania.

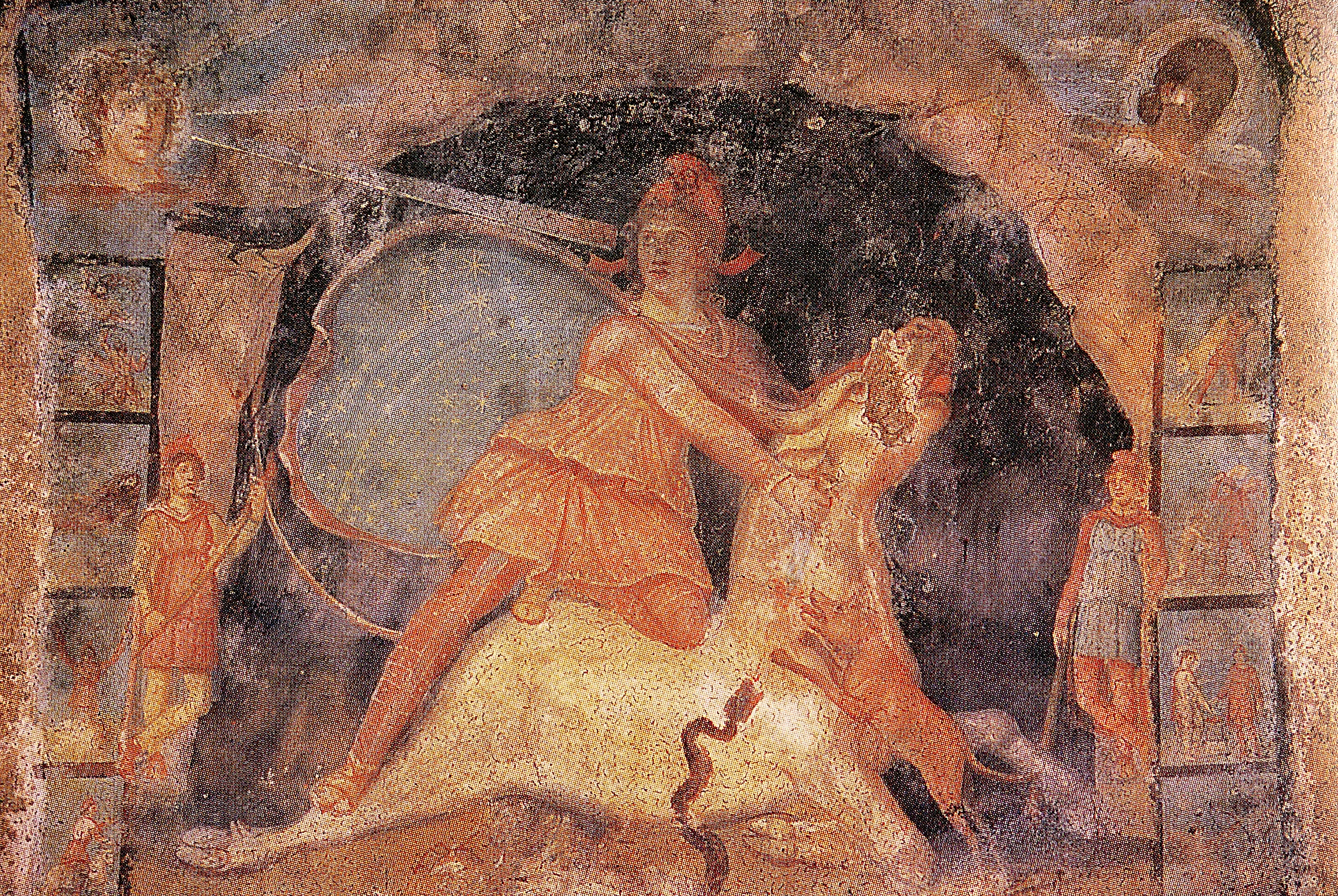
Dipinto murale che mostra Mitra che uccide un toro, al centro del rito mitraico (la tauromachia). Nota che Mitra indossa un copricapo Frigio, il suo mantello contiene il firmamento celeste, il serpente e la grotta in cui si celebra l'atto di culto. Da Dura Europos, sull'Eufrate in Siria.

E da ultimo i soldati furono interpreti di una cultura religiosa romana esportata in tutte le province romane, a partire dalla mitologia, ai principali Dei, al calendario delle festività ed a tutta una serie di riti religiosi come la lustratio (sacrificio che serviva prima di una campagna militare per purificare l'esercito e l'accampamento di marcia). Le armate romane riconoscevano in Marte Ultore, Dea Roma ed il genio dell'Imperatore gli dei patroni, anche se ogni legionario pregava il suo dio in piena libertà.
La religione romana era politeistica e perciò accettò ed assorbi facilmente molte divinità dell'impero, dove la maggior parte delle culture erano anch'esse politeiste. Ma c'erano dei limiti: i Romani proibirono quei culti dove le credenze o pratiche erano considerate incompatibili con i principi fondamentali della religione romana. Per esempio, i Romani erano contrari a quei culti che praticavano i sacrifici umani, questo il motivo per cui il druidismo fu in parte vietato sotto l'imperatore Tiberio, sebbene vi fossero anche considerazioni politiche, dove i druidi erano sospettati di orchestrare una resistenza al dominio romano in Gallia. Altra religione messa al bando fu il Cristianesimo, inizialmente de facto, poi proibita formalmente dal tempo di Settimio Severo. Religione monoteista i cui seguaci si rifiutarono di partecipare al culto imperiale, ovvero il culto dell'immagine dell'Imperatore (ritratti o statue).
Il culto fu usato dai Romani come giuramento di fedeltà, come affermazione di lealtà allo Stato. Era obbligatorio per tutti i peregrini compiere scarifici all'immagine del Imperatore regnante, almeno una volta. Il rifiuto era considerato come un tradimento ed era punito con la morte. I Cristiani erano inoltre sospettatti, a causa delle cerimonie del battesimo e dell'eucaristia, di pratiche clandestine con l'uccisione di neonati (per annegamento) e cannibalismo rispettivamente, violando così due tabù romani.
In teoria, i soldati erano ammessi solo per onorare dei non-romani, solo se approvati da un Collegium Pontificum ("Consiglio di sommi sacerdoti") a Roma, che regolava la religione di Stato. E così tale istituto doveva valutare se un culto straniero era accettabile. In tal caso, mediante il processo dell'interpretatio romana, un dio non-romano poteva essere ufficialmente ammesso a far parte del culto romano sulla base di caratteristiche comuni: ad esempio Marte-Toutatis rappresentava l'assimilazione di una divinità gallica al dio romano "della guerra". In pratica, i soldati romani quando erano fuori servizio, furono autorizzati a seguire qualunque culto a loro piacimento, a patto che non fossero espressamente vietati. Molte dediche militari sopravvissute, soprattutto quelle offerte dai ranghi inferiori, erano offerte a dei non-romani.
Ai soldati era, tuttavia, richiesto di partecipare ad una serie di riti ufficiali religiosi romani, tenuti all'interno delle loro unità ad intervalli regolari nel corso dell'anno. Questi includevano parate religiose in onore degli dei più importanti romani, specialmente Giove, il dio supremo del pantheon romano Marte, il "dio della guerra", e Minerva, dea anche lei associata alla guerra. Questi cortei erano probabilmente accompagnati dal sacrificio di animali, oltre a dei banchetti. Un altro importante culto delle unità militari era il culto dell'Imperatore. In questo caso avvenivano della parate ad ognuno dei compleanni imperiali, quando le immagini dell'Imperatore in carica e di quelli in precedenza divinizzati, erano salutati, (salutatio imperatoria), con l'offerta di sacrifici da parte del prefetto o del legatus dell'unità.
Al di fuori delle cerimonie dell'unità, i soldati avevano una vasta gamma di divinità da celebrare, che potevano essere suddivisi in tre principali categorie:
- divinità romane;
- divinità della popolazione indigena, come un Ares, eroe tracio, spesso rappresentato sulle lapidi dei veterani della Tracia, mentre a cavallo infilza una bestia (od un uomo);
- gli dei locali della provincia in cui si serviva, come il culto della ninfa Coventina in Britanna (es. presso il vallo di Adriano).[111]

Dal II secolo i culti orientali, basati sulla centralità di una sola divinità (benché non necessariamente monoteisti) e su sacre verità rivelate solo agli iniziati, si diffusero ampiamente nell'Impero, ed il politeismo subì un graduale e definitivo declino. Uno di questi culti era quello del Sol Invictus (il Sole invincibile) che divenne culto ufficiale al tempo dell'Imperatore Aureliano (270-275), rimanendo tale fino al tempo di Costantino I. E comunque il culto più popolare tra l'esercito romano era quello di Mitra, basato su una divinità orientale persiana o forse derivata dalle stesse province orientali dell'Impero romano, in particolare dalla Frigia.
Il Mitraismo era probabilmente un mix di elementi da diversi culti. Da qui l'apparente adozione di una divinità persiane, del rito del taurobolium dal culto di Cibele, e del copricapo frigio. Basato su un rito segreto di iniziazione, questo culto è attestato, per esempio, grazie alla scoperta di un Mithraeum (tempio dedicato a Mitra) a Brocolitia, forte nei pressi del vallo di Adriano. L'adepto, secondo quanto scritto in una dedica rinvenuta a Nida (Heddernheim), non dipendeva da condizioni sociali.
Il Cristianesimo era invece meno comune tra i soldati, almeno fino a quando questo culto non fu favorito da Costantino I, agli inizi del IV secolo. Tuttavia è probabile che avesse dei seguaci clandestini tra i militari già durante il II e III secolo, specialmente in Oriente, dove si diffuse ampiamente. La scoperta di una chiesa cristiana, con dipinti databili agli inizi del III secolo nella fortezza di Dura Europos in Siria potrebbe indicare un elemento cristiano in quella guarnigione.